# Космос-186
«Космос-186» — радянський космічний корабель серії «Союз» (7К-ОК № 6 активний).

## Опис
Корабель складався з трьох модулів: приладо-агрегатного відсіку (ПАВ), спускного апарата (СА), побутового відсіку (ПВ).

### Приладо-агрегатний відсік
У відсіку розташована комбінована рушійна установка, паливо для неї, службові системи. Довжина відсіку 2,26 м, основний діаметр 2,15 м, максимальний діаметр 2,72 м. Рушійна установка складалася з 28 ДПО (двигуни причалювання і орієнтації) по 14 на кожному колекторі, з яких частина мали тягу 13,3 кгс, частина (12 штук) — 2,7 кгс, а також зближувально-коригувальний двигун (ЗКД) тягою 300 кгс для орбітального маневрування і сходу з орбіти. ДПО працювали на перекисі водню і не мали достатніх швидкісних характеристик для сходу з орбіти без коригувально-гальмівної рушійної установки (КГРУ). ЗКД працював на азотному тетраксиді і несиметричному диметилгідразині. Корабель мав дві незалежні КГРУ — основну і резервну.
У ПАВ також розміщені баки з 500 кг палива і балони високого тиску (~ 300 атм) з гелієм для наддуву баків.
Система енергопостачання з сонячних батарей (СБ) розмахом 9,80 м і площею 14 м² та акумуляторів. Система забезпечувала середню потужність 500 Вт.

### Спускний апарат
У відсіку розташовані місця для космонавтів, системи життєзабезпечення, керування, парашутна система. Довжина відсіку 2,24 м, діаметр 2,2 м, житловий об'єм 3,5 кубометра. Під теплозахисним екраном розташовані двигуни м'якої посадки, на зовнішній поверхні — перекисні двигуни управління спуском, які керують орієнтацією під час польоту в атмосфері. Це дозволяє використовувати аеродинамічну якість СА і знизити перевантаження. СА покритий теплозахистом на основі абляційних матеріалів.

### Побутовий відсік
Відсік мав довжину 3,4 м, діаметр 2,25 м, об'єм — 5 кубометрів. Він оснащений стикувальним вузлом і системою зближення «Ігла». У герметичному обсязі розташовувалося корисне навантаження і системи життєзабезпечення, зокрема туалет. Через посадковий люк на бічній поверхні відсіку космонавти входять в корабель на стартовій позиції космодрому.

## Історія
У 1967-му році СРСР готувався відзначити 50-ту річницю більшовицького перевороту в жовтні 1917-го року. Лідери Кремля сподівалися відзначити цю подію новими досягненнями в радянській космічній програмі, яка відзначить десятиріччя запуску першого «Супутника» в 1957-му році.
На початку року існували два проєкти польоту людини в космос:
1. Корабель нового покоління «Союз 7K-OK». 1966-го року відбувся один частково вдалий випробувальний політ і сталася одна катастрофічна спроба запуску, обидва рази без екіпажу.
2. Корабель «Союз 7К-Л1», створений на базі «Союзу 7K-OK», мав доправити радянських космонавтів навколо Місяця.

Незважаючи на різні невдачі на трьох попередніх випробувальних польотах «Союзу 7K-OK» («Космос-133», «Космос-140A» і «Космос-140»), Перший секретар ЦК КПРС Брежнєв і секретар Центрального Комітету Комуністичної партії Радянського Союзу, відповідальний за роботу наукових установ, конструкторських бюро та промислових підприємств оборонно-промислового комплексу СРСР Дмитро Устинов тиснули на головного конструктора Мішина, щоб той спробував здійснити пілотоване стикування і видовищне переміщення екіпажу. За планом Комаров був пілотом активного космічного корабля «Союз-1», запущеного першим. «Союз-2» з екіпажем Биковського, Хрунова та Єлісєєва стартував наступного дня, Хрунов та Єлісєєв перейдуть крізь відкритий космос до «Союзу-1» і повернуться на землю з Комаровим.
Ця місія мала показати перевагу радянських технологій над американськими, особливо після загибелі екіпажу в пожежі на борту «Аполлона-204» 27 січня, а також перевірити кілька ключових елементів запланованої місії з посадки на Місяць (перше пілотоване стикування, перехід екіпажу через відкритий космос).
Після виходу «Союзу-1» на орбіту не розкрилась одна з двох панелей сонячних батарей і корабель не отримував достатньо електроенергії. Внаслідок цієї несправності вирішено достроково припинити політ. Корабель успішно зійшов з орбіти, однак після входження в щільні шари атмосфери на кінцевій ділянці приземлення через збій датчика тиску основний парашут не розкрився. Комаров випустив резервний парашут, який заплутався у стропах. Спускний апарат врізався у поверхню Землі в полі біля Оренбурга зі швидкістю приблизно 140 км/год. Космонавт загинув від удару.
У жовтні 1967 року пара безпілотних космічних апаратів «Союз», названих «Космос-186» і «Космос-188», виконала перше у світі повністю автоматичне стикування на орбіті. Це інженерне досягнення надало великий моральний імпульс радянській космічній програмі після загибелі Володимира Комарова. У довгостроковій перспективі автоматичне стикування дозволяло перші місячні місії і ранні орбітальні станції. Екіпаж американського космічного корабля «Джеміні-8» здійснив ручне стикування з ракетою Agena в березні 1966 року.

## Підготовка
Після запуску проблемного «Союзу-1» скасовано запуск корабля №5. Його повернули з місця запуску у Тюратамі на завод ЦКБЕМ у Подліпках для перетворення на автоматизований корабель.
Зоряний датчик 45K погано працював під час попередньої місії і потребував термінового поліпшення. Під час зустрічі зі своїми соратниками 25 травня Мішин схвалив пропозицію свого заступника Бориса Чертока захистити 45K спеціальною блендою від засліплення сонячним світлом. Також мали поліпшити систему зв'язку під час спуску з парашутом. Помічник Мішина Едуард Корженевський повідомив, що всі нові креслення, зокрема для контейнера з парашутом, який переробили після катастрофи «Союзу-1», будуть готові до 1 червня.
Під час засідання Ради головних конструкторів 29 травня 1967 року Корженевський і Черток запропонували необхідні оновлення майбутніх кораблів 7K-OK. Федір Ткачов, відповідальний за парашутну систему, повідомив, що під час п'яти скидувань з літака парашути належно розкрилися, незважаючи на тиск всередині спускного апарата, що коливався від 0,46 до 0,64 атмосфери. Припускали, що високий тиск всередині модуля міг стиснути розгерметизований контейнер з парашутом, що перешкодило нормальному викиду парашута під час посадки «Союзу-1». Водночас Ткачов повідомив, що при герметизації спускного апарата контейнер з парашутом деформувався приблизно на 14 міліметрів. Скидування з літаків не відбувалося під найбільш екстремальними кутами спуску та бічними швидкостями. Систему не випробували в польоті через розгерметизацію корабля №3 («Космос-140»).
31 травня Мішин планував доставити кораблі №5 і №6 на стартовий майданчик з 20 по 26 червня 1967 року.
1 червня Черток представив Мішину список апаратного забезпечення на борту 7K-OK, яке слід оновити на виконання рекомендацій Державної комісії.
25 вересня в Тюратамі на 31-му майданчику довелося розібрати корабель №6 для установки нового контейнера з парашутом. 
Схема польоту кораблів №5 і №6 була подібна до розробленої для першої пари кораблів 7K-OK в 1966 році. Через відсутність досвіду планування місій зближення балістична команда не запланувала критичне маневрування двох космічних апаратів у межах радіусу дії радянської мережі наземних станцій. Два кораблі здійснять історичне стикування без будь-якого впливу з Землі, повністю автоматизовано. Кораблі отримали позивні «Амур» і «Байкал», на честь річки і озера на Радянському Далекому Сході.
Державна комісія, яка наглядала за польотом, на засіданні 16 жовтня 1967 року встановила дати запуску для пари космічних апаратів на 25 жовтня та 27 жовтня 1967 року.
Планувальники розтягнули початкову програму польоту, щоб забезпечити достатньо часу для аналізу всіх систем на активному космічному апараті, перш ніж запустити пасивний і почати зближення. Активний космічний корабель літатиме майже три доби, перш ніж команда управління польотом на наземній станції в Євпаторії на Кримському півострові надасть Державній комісії в Тюратамі дані щодо статусу бортових систем. Якщо корекція орбіти корабля гарантуватиме його прохід над Тюратамом під час 49 оберту, запустять «Байкал», через кілька хвилин після виходу на орбіту наземне управління визначить орбітальні параметри нового корабля. Після цього група найвищих керівиків наземного контролю вирішить почати процес зближення або виконати додаткові корекції орбіти. Оператори польоту постійно контролюватимуть споживання палива і адекватну зарядку акумуляторів на космічному кораблі.
19 жовтня 1967 року команда управління польотами провела першу генеральну репетицію спільної місії «Союзів». Разом з Чертоком, до складу восьми провідних керіників та інженерів входили Агаджанов, Трегуб, Раушенбах, Большой, Родін, Старінець та Гагарін.
Підготовка кораблів №5 і №6 в Тюратамі виявила низку проблем і затримок, зокрема обпалених кабелів у системі електропостачання. При заливанні палива в рушійну установку корабля №6 помилковою командою піротехнічної системи скинуто мембрану на паливному клапані.
24 жовтня Державна комісія та керівники конструкторського бюро ЦББЕМ виїхали з Москви до Тюратаму. Перед від'їздом Мішин зателефонував з Москви Чертоку в Крим і порадив команді управління польотом бути готовими до запуску не пізніше 27 жовтня.

## Політ
27 жовтня 1967 року о 12:30 за московським часом з майданчика №31 у Тюратамі з відхиленням 0,02 секунди від запланованого часу злетів активний корабель «Союз 7K-OK №6» («Амур»).
В офіційних повідомленнях космічний корабель назвали «Космос-186», без уточнення мети польоту. Але вказано час запуску, який зазвичай не згадували в стандартних оголошеннях про серію «Космос». Також вказано орбітальні параметри, властиві космічним кораблям у попередніх місіях «Союзу».
На другому оберті управління місією підтвердило розкриття сонячних панелей і усіх антен. Борис Раушенбах повідомив, що космічний корабель стабілізував орієнтацію, а потім, як і планувалося, зорієнтував сонячні панелі на Сонце. Диспетчери перевірили роботу системи далекого зв'язку, відповідальну за вимірювання орбітальних параметрів корабля та передачу телефонних і телевізійних сигналів. Космічний апарат отримував достатній потік електроенергії від сонячних панелей, належно працювала система теплового контролю.
До кінця третьої доби управління місією змогло вивести космічний корабель на належну висоту для зближення, дозволивши запуск другого космічного корабля.
30 жовтня 1967 року об 11:12:46 за московським часом з майданчика №1 у Тюратамі злетів пасивний корабель «Союз 7K-OK №5» («Байкал»). Офіційно названий «Космос-188». Запуск цього корабля з трьома космонавтами на борту скасували у квітні після проблем на борту «Союзу-1».